# Кунісакі
Кунісакі (яп. 国東市) — місто в Японії, у префектурі Ойта.